# Marie Conrad-Ramlo

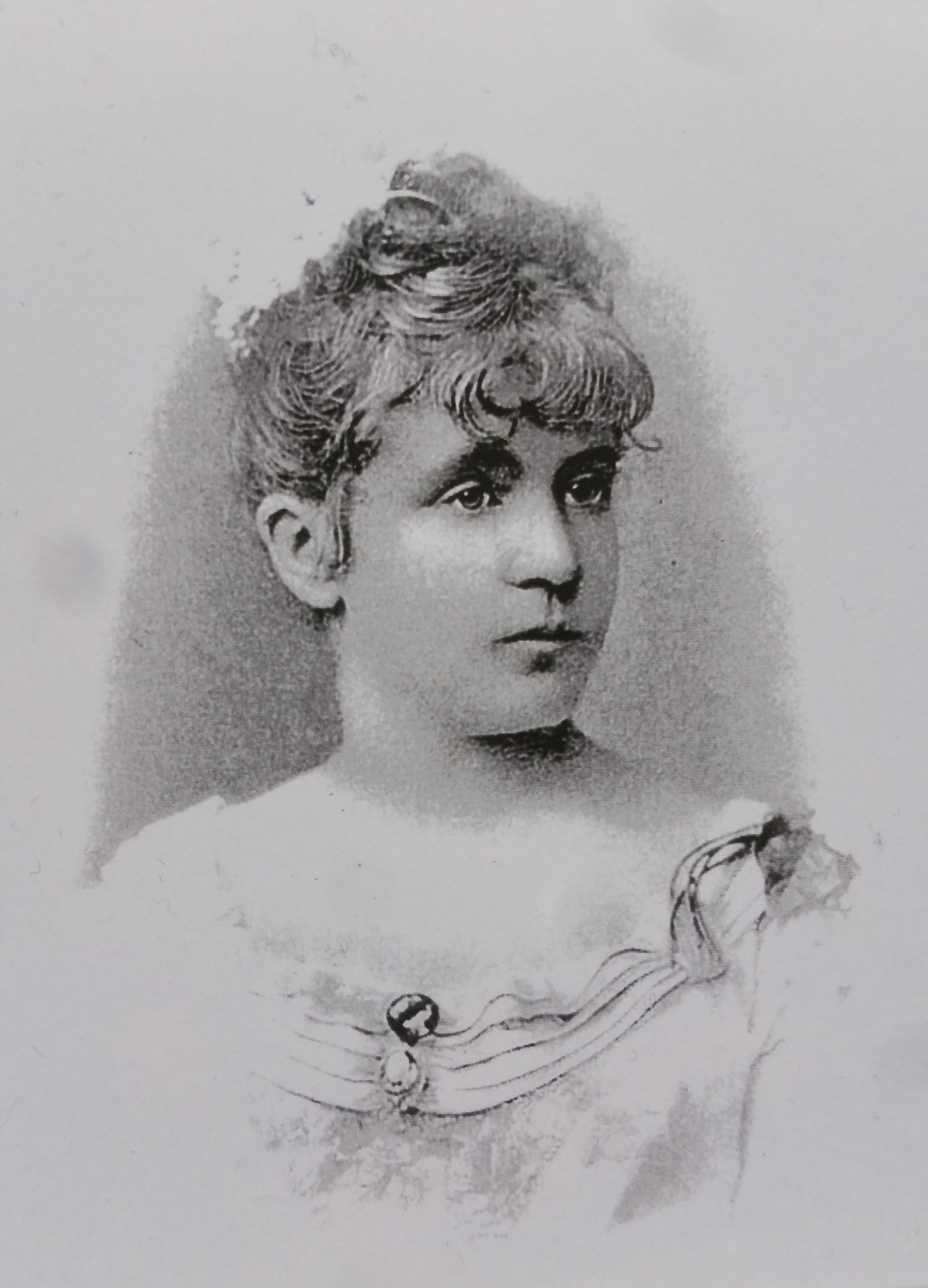
Marie Ramlo

Marie Conrad-Ramlo (geboren am 8. September 1850 in München, gestorben am 1. Oktober 1921 ebenda) war eine deutsche Theaterschauspielerin und Schriftstellerin.

## Leben
Marie Ramlo, die älteste Tochter des bayrischen Staatsbeamten und Gerichtsschreibers Ferdinand Ramlo (1816–1883), dessen Vorfahren aus Brabant stammten, musste, da das Gehalt des Vaters nicht ausreichte, schon früh selbstständig werden und zum Lebensunterhalt der kinderreichen Familie beitragen. Sie besuchte zunächst das Musikkonservatorium in München und nahm kurzzeitig Privatunterricht bei der Schauspielerin Marie Denker. Obwohl Ramlo bereits in jungen Jahren große Erfolge als Schauspielerin feierte, wurde sie zuhause von ihrem Vater noch lange wie ein Kind behandelt und getadelt.
Am 16. September 1876 heiratete sie in erster Ehe den Schriftsteller Ludwig Schneegans (1842–1922). Aus dieser Ehe gingen zwei Töchter hervor, Therese Luise (1878–1951), die Carl Maria Cornelius heiratete, und Eva Franziska (* 1879). Die Ehe wurde 1883 geschieden, nachdem Ramlo eine Affäre mit dem Schauspieldirektor Ernst Possart hatte, die einen Skandal hervorrief. Die Töchter blieben beim Vater. Schneegans hatte sich mit den Töchtern 1884 in Rorschach am Bodensee niedergelassen, um sich in der Schweiz einbürgern zu lassen. Damit war der Kontakt Ramlos zu ihren Töchtern sehr eingeschränkt. Sie heiratete 1887 in zweiter Ehe den Schriftsteller Michael Georg Conrad (1846–1927), der ein Vorkämpfer der Moderne in München wurde. Aus dieser Ehe ging der Sohn Erwin Siegfried (* 6. Februar 1888) hervor. Sie starb im Oktober 1921.

## Karriere als Schauspielerin

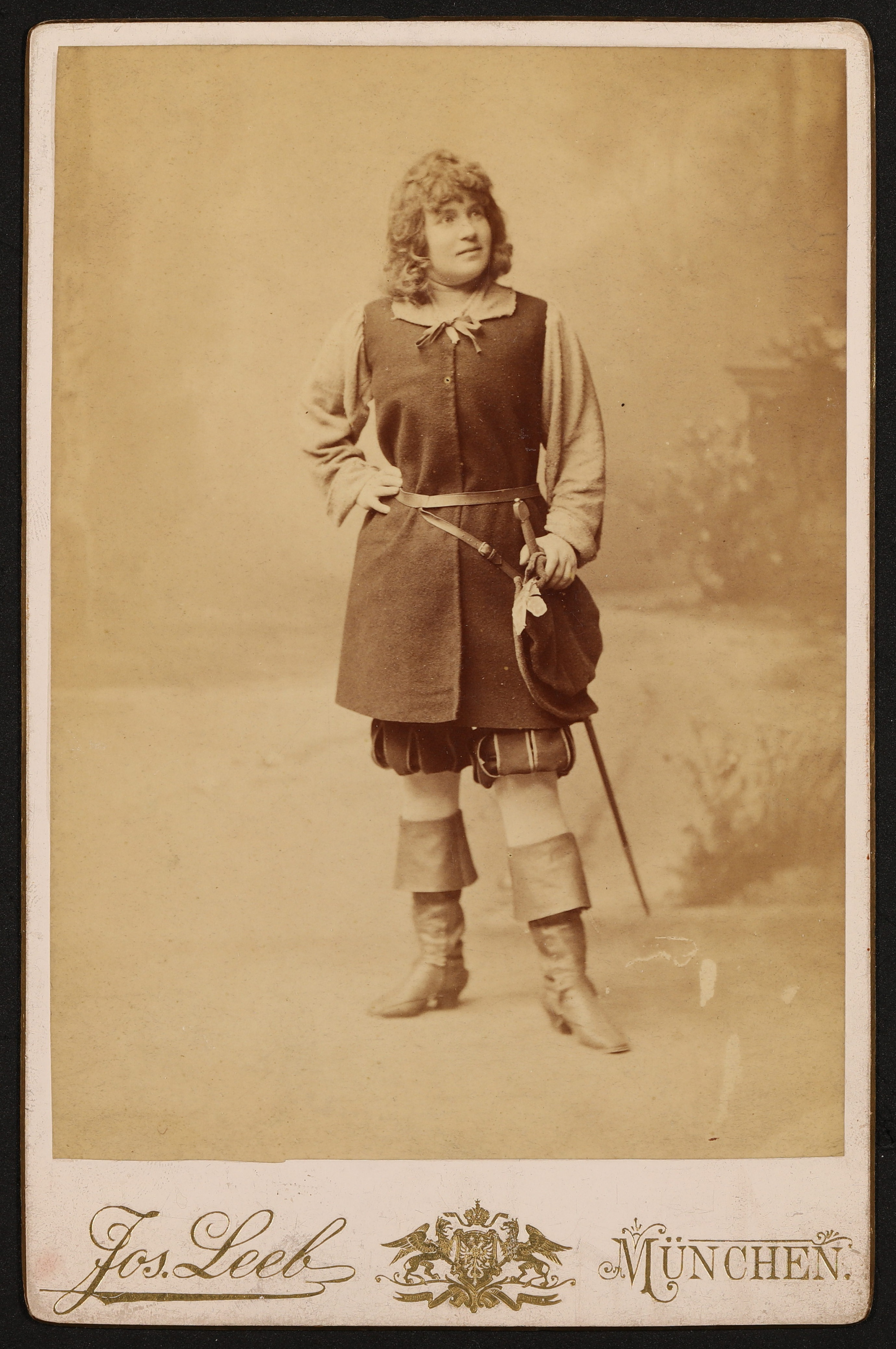
Ramlo als „Georg“ im Stück Götz, ca. 1880 in einer Knabenrolle

Ramlo debütierte am 1. Oktober 1867 am Theater in Kaiserslautern , wo sie die Rollen der „ersten und zweiten Liebhaberin“ spielte. Am  1. Juni 1868 bekam sie ein Engagement am Münchener Hoftheater, als Anna Glenk sich von diesem verabschiedete. Als Ersatz für diese war sie bereits Ende März 1868 in Joseph Abenheims Erziehungsresultate in der Rolle der Margarethe aufgetreten. Sie wurde festes Mitglied des Ensembles, dem sie bis zu ihrem Tode angehörte. Sie war damals eine zierliche Frau mit einer klaren Stimme, daher wurde sie häufig mit Knaben-, Pagen- und ähnlichen Rollen betraut. Sie spielte aber auch häufig Mädchenrollen und die Naive.
Ihre berühmteste Rolle war die Nora im gleichnamigen Theaterstück von Ibsen; sie war die Erste, die diese Rolle in München spielte. Die erste Aufführung der Nora fand am 3. März 1880 statt. Andere Rollen, in denen sie Berühmtheit erlangte, waren der Puck im Sommernachtstraum oder die Franziska in der Minna von Barnhelm. Lange bevor literarische Schlagworte wie Realismus oder Naturalismus diskutiert wurden, war Ramlo die konsequente Vertreterin realistischen Spiels und natürlicher Sprechweise an Münchner Theatern. Dieser Natürlichkeit verdankte sie ihre größten Erfolge in allen ihren Rollen. Sie war eine Meisterin im Ausdruck, sparsam in den Gesten und Gebärden, aber mit großer Ausstrahlung und von großer künstlerischer Kraft für ihre Figuren. Die Kritik lobte sie als „ein zu den schönsten Hoffnungen berechtigendes Talent“.
Ende 1890 trat sie zum ersten Mal in Berlin auf, und zwar an der Deutschen Bühne als Anna in Hermann Bahrs Die neuen Menschen. Sie spielte auch häufig für Solovorstellungen für Ludwig II. Unter anderen spielte sie die Cecilie in Die Gräfin du Barry, die Louise in Salvoisy, die Claudine in Der Verstoßene, das Fräulein Debrie in Der Weg zum Frieden, die Hanna in Unter den Lilien und vieles mehr. Sie gastierte dabei nicht an anderen Bühnen, sondern blieb dem Münchener Hoftheater treu. Sie war eine der bescheidensten Münchener Hofschauspielerinnen und dabei eine der größten Künstlerinnen des deutschen Theaters.
In späteren Lebensjahren spielte sie viele ernste und heitere Mütterrollen und noch später die komische und ernste Alte. Auch als alte Frau füllte sie die Rollen voll aus und überzeugte durch hohe Bühnenpräsenz. Sie stand bis kurz vor ihrem Tod auf der Bühne.

## Schriftstellerin
Ab 1886 veröffentlichte sie unter dem Pseudonym L. Willfried Literaturkritiken in Die Gesellschaft und war danach als Schriftstellerin mit Stücken, Novellen und Romanen tätig.
Ramlo veröffentlichte 1895 den Roman Im Gnadenwald, der ein großer Erfolg wurde. Er konnte den Erfolg des Romans Landluft von 1892 übertreffen. Die Zusammenarbeit und der Austausch mit Michael Georg Conrad, ihrem zweiten Ehemann, sollen für beide fruchtbar gewesen sein und hätten die literarische Qualität bei Conrad positiv beeinflusst. Einige ihrer Werke wurden positiv besprochen, so wurde über ihre Buch Passionsblumen in der Neuen Freien Presse geschrieben: „Vier Novellen von ungewöhnlicher Erfindungsgabe, gut erzählt; sie werden jeden Leser zu fesseln vermögen und verdienen, dass man sich eingehender mit ihnen beschäftigt. Schon die Verfasserin weckt ein besonderes Interesse: Frau Marie Conrad-Ramlo, die treffliche Schauspielerin, welche als eine Zierde des Münchener Hoftheaters wiederholt die Aufmerksamkeit der deutschen Kritik auf sich gelenkt. Die liebenswürdige Künstlerin hat ihr Buch ihren Töchtern Resi und Evi gewidmet. Das Begleitwort für diese liest sich selbst wie ein liebenswürdiges Gedicht, das der Glanz echter Mutterliebe umstrahlt.“
Es wurden auch Auszüge aus ihren Tagebüchern veröffentlicht, die einen detaillierten Einblick hinter die Kulissen des Münchener Hoftheaters und in ihre persönlichen Erfolge erlauben. So wurde einmal geprobt, dass sich durch einen Kuss ein Schnurrbart auf ihr Gesicht abdrücken sollte. Da das aber nicht klappte, musste dieser unauffällig aufgemalt werden.

## Veröffentlichungen (Auswahl)
- (als L. Willfried) mit Michael Georg Conrad: Die Emancipirten. Lustspiel. Leipzig 1887.[21]
- Wie wird man Schauspieler? Wie ich Schauspielerin ward. In: Allgemeine Kunst-Chronik. Illustrirte Zeitschrift für Kunst, Kunstgewerbe, Musik und Literatur, 17. März 1888, S. 294 (online bei ANNO).
- (als L. Willfried) mit Michael Georg Conrad: Firma Goldberg. Schauspiel in fünf Akten. Leipzig 1889.
- Passionsblumen. Novellenbuch. Deutsche Verlagsanstalt, Stuttgart 1890.[22]
- Helldunkel. Geschichten und Skizzen. Dresden 1892.
- Landluft. Roman. Deutsche Verlagsanstalt. Stuttgart und Leipzig, 1892. 256 Seiten.
- Feuer! Eine Klostergeschichte. München 1894.
- Im Gnadenwald. Roman. Verlag von Carl Meißner, Dresden und Leipzig, 1895. 302 Seiten.
- Männlein und Weiblein. Novellen. 1897.